# Маквилл (тауншип, Миннесота)
Маквилл (англ. Macville) — тауншип в округе Эйткин, Миннесота, США. На 2000 год его население составило 204 человека.

## География
По данным Бюро переписи населения США площадь тауншипа составляет 94,5 км², из которых 93,7 км² занимает суша, а 0,8 км² — вода (0,85 %).

## Демография
По данным переписи населения 2000 года здесь находились 204 человека, 77 домохозяйств и 51 семья.  Плотность населения —  2,2 чел./км².  На территории тауншипа расположено 107 построек со средней плотностью 1,1 построек на один квадратный километр. Расовый состав населения: 97,06 % белых, 1,47 % афроамериканцев и 1,47 % коренных американцев. Испанцы или латиноамериканцы любой расы составляли 0,49 % от популяции тауншипа.
Из 77 домохозяйств в 29,9 % воспитывались дети до 18 лет, в 51,9 % проживали супружеские пары, в 7,8 % проживали незамужние женщины и в 32,5 % домохозяйств проживали несемейные люди. 29,9 % домохозяйств состояли из одного человека, при том 9,1 % из — одиноких пожилых людей старше 65 лет. Средний размер домохозяйства — 2,65, а семьи — 3,29 человека.
30,9 % населения — младше 18 лет, 6,4 % — в возрасте от 18 до 24 лет, 28,4 % — от 25 до 44, 23,0 % — от 45 до 64, и 11,3 % — старше 65 лет. Средний возраст — 39 лет. На каждые 100 женщин приходилось 106,1 мужчин.  На каждые 100 женщин старше 18 приходилось 110,4 мужчин.
Средний годовой доход домохозяйства составлял 28 750 долларов, а средний годовой доход семьи —  31 875 долларов. Средний доход мужчин —  24 531 доллар, в то время как у женщин — 17 500. Доход на душу населения составил 13 859 долларов. За чертой бедности находились 19,6 % семей и 28,5 % всего населения тауншипа, из которых 41,7 % младше 18 и 24,0 % старше 65 лет.